# Bandera de Sri Lanka
La bandera nacional de Sri Lanka, también llamada la Bandera del León, se compone de un león pasante dorado sosteniendo una espada en su pata delantera derecha, delante de un fondo carmesí, con cuatro hojas doradas de Ficus religiosa, una en cada esquina. Alrededor del fondo hay un borde amarillo, y a la izquierda hay 2 franjas verticales de igual tamaño en color azafrán y en verde, estando la de azafrán más cercana al león.
Fue adoptado en 1950 siguiendo las recomendaciones de un comité nombrado por el primer ministro de Ceilán, Rt Hon DS Senanayake.

## Banderas históricas
Cuando Vijaya, el primer rey del pueblo cingalés, llegó a Sri Lanka en el año 486 antes de Jesucristo, trajo consigo una bandera con el símbolo de un león. Desde entonces el león se convirtió en un símbolo significativo de Sri Lanka. Fue utilizado por monarcas que seguían a Vijaya, hasta convertirse en un símbolo de libertad y esperanza. Cuando el legendario rey Dutugemunu se embarcó en la campaña donde derrotó al rey indio Elara, que había ocupado parte de Sri Lanka, trajo consigo una bandera que representaba un león sujetando una espada con su pata anterior derecha, junto con los símbolos del Sol y la Luna.
Esta bandera se utilizó hasta 1815, cuando el reinado del último rey del Reino de Kandy (Sri Vikrama Rajasinghe) se hundió cuando la nobleza Candiana proclamó rey de Ceilán a Jorge III
y se utilizó la bandera de la Unión en vez de la del león. El gobierno británico de Ceilán utilizó su propia bandera. La bandera del león se dio en Inglaterra y fue guardada en el Royal Hospital Chelsea. Con el paso de los años, el diseño de la bandera fue olvidado.
Entonces, cuando el movimiento independentista ganó fuerza en el siglo XX, E.W. Perera, una importante figura de este movimiento, ayudada por D.R.Wijewardene, descubrió la bandera original de Sri Lanka en Chelsea. Una imagen de la misma fue publicada en una edición especial del diario Dinamina indicando los cien años desde el fin de la independencia cingalesa. La bandera del león se convirtió en una forma de atraer a la gente, que adoptó de nuevo, por primera vez tras la caída del reino Candi.

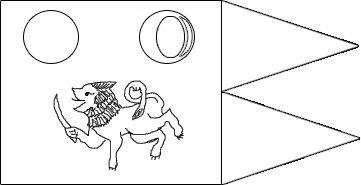
Bandera de Dutugamunu (161 a. C. – 137 a. C.)
Bandera del Reino de Gampola (1341–1408)
Bandera del Reino de Kotte (1412–1597)
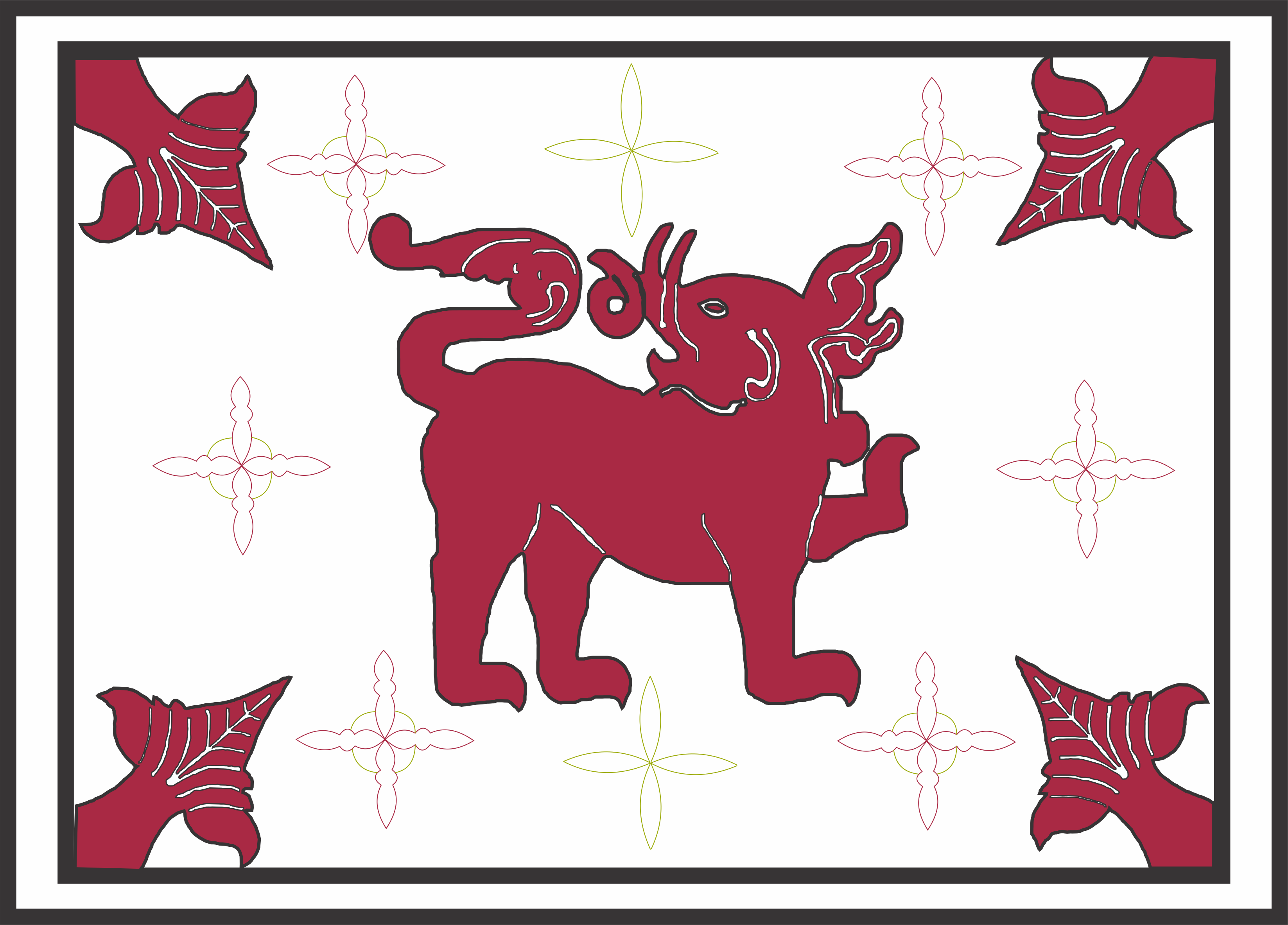
Bandera del Reino de Sitawaka (1521-1594)
Bandera del Reino de Kandy, entre 1798 y 1815
Bandera del Ceilán británico como parte de  la Compañía Británica de las Indias Orientales, entre 1815 y 1858
Bandera Colonial del Ceilán Británico (1815-1875)
Bandera del Ceilán británico como parte de la India británica, entre  1858 y 1947
Bandera del Ceilán Británico como colonia separada, entre 1947 y 1948
Bandera de Ceilán, entre 1948 y 1951
Bandera de Ceilán, entre 1951 y 1972

## Otras banderas

Bandera del Gobierno de Sri Lanka
Bandera del Ejército Cingalés
Bandera de uso Naval de Sri Lanka
Bandera de uso Civil de Sri Lanka
Insignia de la Fuerza Aérea de Sri Lanka
Estandarte Presidencial de Sri Lanka (1978-1989)
Bandera del Presidente de Sri Lanka (2015–2019)

## Simbolismo
La bandera nacional de Sri Lanka representa al país y la unión entre las diferentes minorías étnicas.
La mayoría de los símbolos de la bandera tienen algún significado:
- El león: la etnia cingalesa.

- Las hojas: el budismo y su importancia en la nación. También significan la amabilidad, la alegría, la igualdad y la amistad.

- La espada del león: la soberanía de la nación.

- La cola del león: de nuevo el budismo.

- El cabello rizado del león: la religión y la meditación.

- La barba del león: la pureza a las palabras.

- El mango de la espada: los elementos de tierra, fuego, aire y agua.

- La nariz del león: la inteligencia.

- Las patas anteriores del león: pureza a la salud.

- La barra vertical naranja: la etnia tamil.

- La barra vertical verde: la etnia musulmana.

- El marco amarillo: de nuevo, el budismo.

- El fondo granate: las religiones minoritarias

- Datos: Q154823
- Multimedia: National flag of Sri Lanka / Q154823